# 萊克伍德鎮區 (明尼蘇達州聖路易斯縣)
萊克伍德鎮區（英語：Lakewood Township）是位於美國明尼蘇達州聖路易斯縣的一個行政鎮區。

## 地方資料
萊克伍德鎮區的面積為80.12平方千米，當中陸地面積為79.82平方千米，而水域面積為0.30平方千米。根據2020年美國人口普查的數據，當地共有人口2276人，而人口密度為每平方千米28.41人。